# رابرت آرچیبالد کسلز
رابرت آرچیبالد کسلز (انگلیسی: Robert Cassels; ۱۵ مارس ۱۸۷۶ – ۲۳ دسامبر ۱۹۵۹) فرد نظامی اهل بریتانیا بود. وی همچنین برندهٔ جوایزی همچون نشان حمام شده‌است.